# Lepidopleurida
Lepidopleurida là một bộ động vật thân mềm thuộc lớp Polyplacophora. Bộ Lepidopleurida là nhóm động vật thân mềm Polyplacophora lâu đời nhất. Các họ:
- Abyssochitonidae
- †Acutichitonidae
- Afossochitonidae
- †Camptochitonidae
- †Cymatochitonidae
- †Glyptochitonidae
- †Gryphochitonidae
- Hanleyidae
- †Heterochitonidae
- †Lekiskochitonidae
- Leptochitonidae
- †Llandeilochitonidae
- †Mesochitonidae
- Nierstraszellidae
- †Permochitonidae
- Protochitonidae